# Harlan Howard
Pour les articles homonymes, voir Howard.
Harlan Howard, né le 8 septembre 1927 à Détroit, au Michigan, et mort le 3 mars 2002 à Nashville, au Tennessee, est un prolifique compositeur américain, principalement de musique country. Au cours d'une carrière qui s'est échelonnée sur six décennies, il a écrit un grand nombre de chansons qui ont été enregistrées par des artistes de styles différents. Il a été admis en 1997 au Country Music Hall of Fame.

## Biographie

### Enfance
Élevé sur une ferme dans le Kentucky, son influence musicale lui est venue notamment de l'écoute de la populaire émission de radio Grand Ole Opry. Dès l'âge de 12 ans, il composait ses premières chansons.

### Carrière musicale
Après son service militaire, Howard est parti en 1955 pour Los Angeles, espérant y trouver des acheteurs pour ses compositions. Après quelques succès mineurs, il a obtenu sa première vraie chance en 1958 avec Pick Me Up on Your Way Down, dont l'enregistrement par Charlie Walker (en) s'est classé en 2e place du palmarès country. Un an plus tard, son premier grand succès a été la chanson Heartaches By The Number, d'abord créée par le chanteur country Ray Price, puis reprise en version pop par Guy Mitchell, qui en a fait un titre numéro 1 pendant deux semaines au palmarès Hot 100.
Encouragé par ces deux réussites, Harlan Howard s'est installé en 1960 à Nashville, dans le Tennessee, où son bagage de compositions lui a permis de décrocher un contrat avec la maison d'édition Acuff-Rose Music. Le succès a été tel que pendant la seule année 1961, pas moins de 15 de ses titres ont trouvé place dans les palmarès country, notamment I Fall To Pieces, une chanson écrite en collaboration avec Hank Cochran (en) et devenue un des succès de Patsy Cline. I Fall To Pieces vaudra à son créateur un Grammy et se classera à deux autres reprises au palmarès : en 1980 lorsque l'enregistrement original a été remis sur le marché, et deux ans plus tard dans un duo virtuel avec Jim Reeves.
Patsy Cline a aussi enregistré la composition de Harlan Howard He Called Me Baby ; Charlie Rich la reprendra plus tard sous le titre She Called Me Baby pour en faire un succès numéro 1. Howard a également écrit la chanson Everglades pour le Kingston Trio, ainsi que Busted, enregistrée par Ray Charles et Johnny Cash. Au cours de sa carrière, il aura composé un total de plus de 4 000 chansons. Il a été admis au Nashville Songwriters Hall of Fame (en) en 1973 et au Country Music Hall of Fame en 1997. Il est mort en 2002 et a été inhumé au cimetière municipal de Nashville.

## Discographie
- 1961: Harlan Howard Sings Harlan Howard
- 1965: All Time Favorite Country Songwriter
- 1967: Mr. Songwriter
- 1967: Down to Earth
- 1971: To the Silent Majority with Love
- 1981: Singer and Songwriter